# French Open 1983
Wielkoszlemowy turniej tenisowy French Open w 1983 rozegrano w dniach 23 maja - 5 czerwca, na kortach im. Rolanda Garrosa w Paryżu.

## Zwycięzcy

### Gra pojedyncza mężczyzn
Yannick Noah -  Mats Wilander 6–2, 7–5, 7–6

### Gra pojedyncza kobiet
Chris Evert -  Mima Jaušovec 6–1, 6–2

### Gra podwójna mężczyzn
Anders Järryd /  Hans Simonsson -  Mark Edmondson /  Sherwood Stewart 7–6, 6–4, 6–2 

### Gra podwójna kobiet
Rosalyn Fairbank Nideffer /  Candy Reynolds -  Kathy Jordan /  Anne Smith 5–7, 7–5, 6–2 

### Gra mieszana
Barbara Jordan /  Eliot Teltscher -  Leslie Allen /  Charles Strode 6–2, 6–3